# شارون سميث
شارون سميث (بالإنجليزية: Sharon Smith)‏ هي مؤرخة أمريكية، ولدت في 1956.